# Кам'яне литво
Кам'яне литво (петрургія від дав.-гр. pétros — камінь і дав.-гр. érgon — робота) — виробництво матеріалів та виробів шляхом лиття з розплавів гірських порід (таких, як базальт і діабаз) методом лиття на промислових підприємствах.
Гірські породи для каменеливарного виробництва — розплави володіють добрими ливарними і кристалізаційними властивостями, серед них переважають магматичні породи основного складу (діабази, габро-діабази, базальти, андезитобазальти) і близькі до них за загальним хімічним складом метаморфічні (амфіболіти, сланці і ін.) і осадові (глини, піски тощо) утворення. Іноді в якості сировини для лиття й пресування використовуються деякі види шлаку, золи зпромислових відходів.